# Laterita

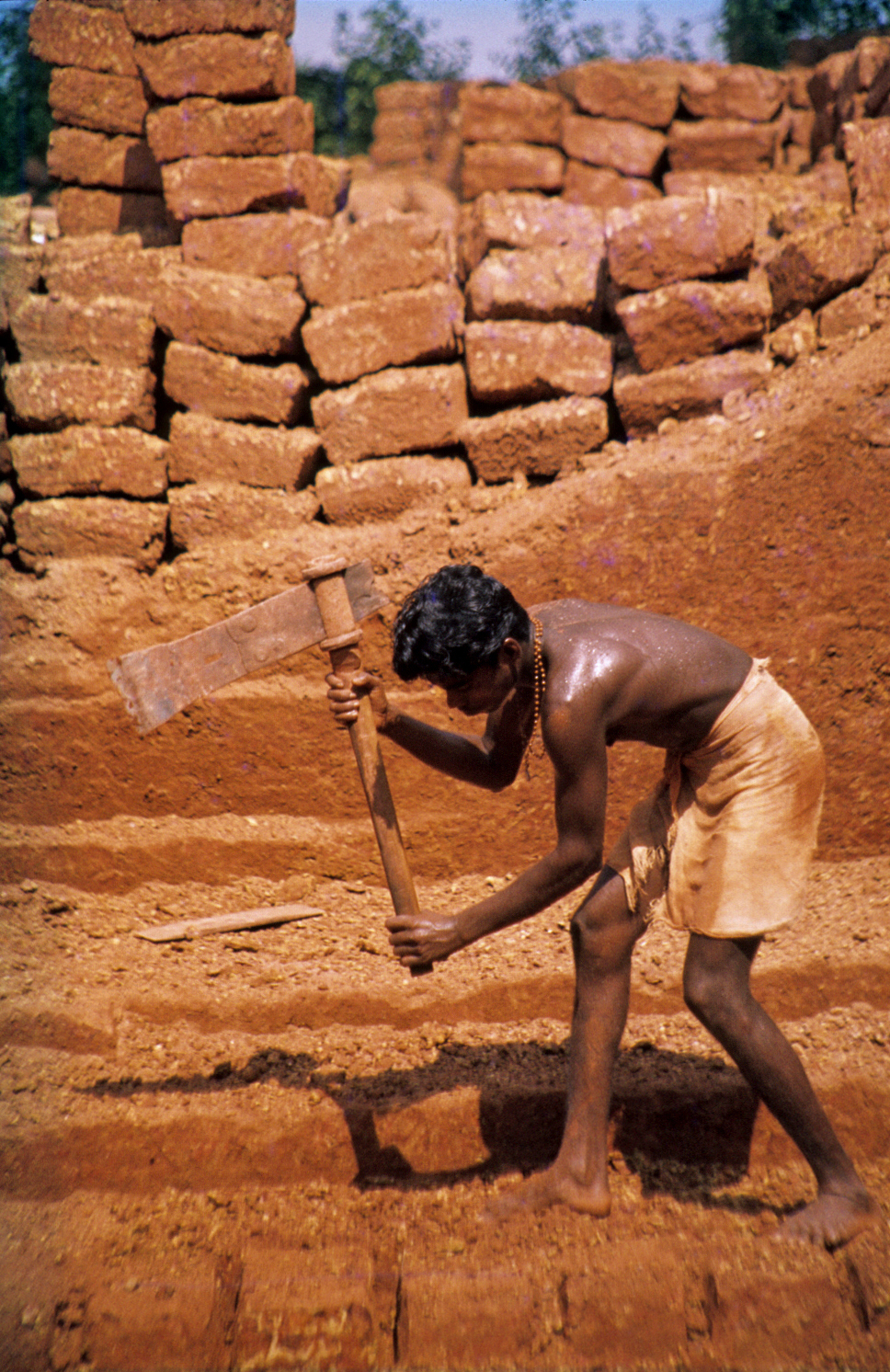
Extração de blocos de laterita na Índia

A laterita ou laterite (lateritis ou em inglês laterite, original do latim ‘later’ que significa ‘tijolo’) é um tipo de solo muito alterado com grande concentração de hidróxidos de ferro e alumínio.
Este processo de alteração do solo é designado por laterização e caracteriza-se pela ocorrência de lixiviação, que ocorre pelo excesso de chuvas ou irrigação, podendo vir a formar uma crosta constituída por nutrientes do solo, como Fe e Al, impedindo assim a penetração de água até níveis de profundidade superiores ao do laterito formado. Os solos originados por este processo são também chamados solos lateríticos. . A laterização é um problema típico de solos ligado às regiões de clima úmido e quente (entre os trópicos de Câncer e Capricórnio). É um tipo de rocha rica em ferro e alumínio formado na presença de águas ácidas e grande flutuação do lençol freático.
Quando a laterização é quase total, o solo se chama laterita, após desidratação originam-se crostas, cangas e concreções limoníticas (ricas em Fe2O3) e bauxitas (ricas em Al2O3).
É muito usada em aquários, sendo enterrado para servir de fonte de ferro para as plantas.
Em 1807 na Índia, Francis Buchanan-Hamilton publicou os primeiros registros a respeito dos lateritos de que se tem conhecimento, que ele mesmo chamava primeiramente de “argila endurecida”. Buchanan versava sobre o caráter duro e resistente desse material, da concentração de óxidos e hidróxidos de ferro, do grande número de poros observados a olho nu, de sua resistência a erosão, da ausência de estratificação e de seu potencial uso para construção seja como tijolo, cerâmica, material de aterro, base e sub-base de vias, fundações e lastro.
Normalmente são de coloração vermelho-ferrugem, por causa da alta concentração de óxido de ferro. Desenvolvem-se por processos intempéricos de desgaste e transformação da rocha matriz subjacente ou em sedimentos aluvio-coluvionares e podem resultar em horizontes espessos que CPRM (2012), dividiu em Lateritos Crosta (unidade NQcl) e mosqueados (unidade NQclm) e que por sua vez apresentam grande variação quanto ao tipo, grau de evolução, estrutura, composição química e mineralógica.
Lateritos não podem ser confundidos com laterita ou algum tipo de solo ou mineral. Costa, definiu os tipos de lateritos e sua gênese, propondo que estes seriam o quarto tipo de rochas (além das ígneas, metamórficas e sedimentares). Pesquisadores especializados na análise de desenvolvimento genético de regolitos têm propostos tantas variações da terminologia que geraram uma tremenda confusão em torno do nome. No entanto, parece razoável a utilização do termo lateritos para rochas com as características aqui elencadas, uma vez que ocorrem ao redor de todo o mundo e em condições semelhantes em gênese, composição mineralógica, estratigrafia e comportamento mecânico.
Camadas de lateritos alterados e de granulometria grosseira podem ser porosas e ligeiramente permeáveis (o problema é que os poros são caóticos e não se conectam), de modo que as camadas podem funcionar como aquíferos restritos em áreas rurais.
Lateritos podem ser uma fonte de vários minérios, como hematita, goethita, gibbsita, boehmita ou diásporo e se concentram em grande parte na fração argila.

## Definições
Francis Buchanan-Hamilton descreveu pela primeira vez e nomeou uma formação de lateritos no sul da Índia em 1807. Ele a chamou de laterite, da palavra latina “later”, que significa “tijolo”. Este material altamente compactado e cimentado podia ser cortado em blocos e utilizado para a construção de alvenaria e fundações.
Para Costa “São simplesmente produtos de intemperismo tropical, o quarto grupo de rochas, as rochas residuais” ou, “Os lateritos são materiais geológicos resultantes dos processos de lateritização, ou seja, rochas, formadas pelo intemperismo tropical e paleo-tropical a partir de qualquer tipo de rocha exposta à superfície dos terrenos ou próximo destes. São identificados através de perfis lateríticos, denominados coletivamente de formações lateriticas. Os perfis são estruturados em horizontes típicos (crosta, horizonte mosqueado/argiloso, saprólito e rocha-mãe) que resultam da diferenciação textural, estrutural, mineralógica, química (Fe2O3, Al2O3, SiO2 e H2O, dominantemente) e isotópica durante a formação do perfil ao longo do tempo geológico (desde o Paleoproterozóico) em vários eventos distintos. Como consequências são importantes processos formadores de depósitos minerais (Al, Fe, caulim, Ni, Mn, Au, Pt, Ti, P, etc.) e materiais de construção. São também registros paleoambientais inestimáveis”.
O termo laterito é usado para designar rochas formadas ou em fase de formação por meio de intenso intemperismo químico de rochas preexistentes (inclusive de lateritos antigos) ou sedimentos, sob condições tropicais, ou equivalentes.
Lateritos normalmente são ricos em metais, como Fe e Al e, pobres em Si, K e Mg, se comparados à composição de sua rocha-mãe. Os lateritos podem ser compactos, maciços, coesos e incoesos, terrosos ou argilosos, com coloração variando de vermelho, violeta, amarelo, marrom até o branco. Sua composição mineralógica envolve geralmente oxi-hidróxidos de ferro (goethita e hematita), de alumínio (gibbsita e bõhmita), titânio (anatásio) e de manganês (litioforita, todorokita etc); também argilo-minerais (caulinita, kandita); secundariamente fosfates (crandalita-goyazita, augelita, outros) e resistatos (turmalina, cassiterita, rutilo, quartzo etc). A textura, estrutura, mineralogia, composição química e coloração das rochas lateríticas variam amplamente em seção vertical, dando origem a uma sucessão característica de horizontes sub-horizontais e compondo os já classicamente conhecidos perfis lateríticos.
Ainda segundo Costa (1991), os lateritos podem ser:
- Imaturos: Estão distribuídos por toda região amazônica e formam o relevo jovem que domina em toda Amazônia. Os perfis de tais lateritos apresentam características típicas de baixo grau de evolução. A presença de um horizonte concrecionário ferruginoso é clássico.
- Maturos: Estão muito bem representados na Amazônia, mas não têm a mesma extensão geográfica dos imaturos, restringindo-se às regiões específicas do Brasil. Em geral, compõem o relevo mais elevado, sob a forma de platôs ou morros. São lateritos evoluídos, com maior complexidade de horizontes, texturas, estruturas, mineralogia, feições geoquímicas e mineralizações associadas. Esses lateritos mostram em geral, feições típicas de processos policíclicos e epigenéticos.

## Gênese e formação
A compreensão de aspectos geológicos, estratigráficos, evolução geomorfológica, mineralogia e microestrutura são ingredientes essenciais para a investigação de regolitos. Apenas análises químicas são insuficientes para definir todo o conjunto da obra.
A classificação química de Schellmann parece apropriada para alguns tipos de lateritos, talvez os oriundos de rochas in situ ou saprolitos, mas não abrange os lateritos que evoluíram a partir de fortes movimentações de sólidos e soluções.
Enquanto os lateritos são reconhecidos pela sua forma, em crosta e mosqueados, a classificação de Schellmann dá atenção somente a composição química do material, desmerecendo características morfológicas e genéticas. O próprio Schellmann reconhece que há uma necessidade adicional de informações como tipos de matriz, consistência, cor e composição. Todavia análises morfológicas e de campo permitem dividir os lateritos em mosqueados e crosta, além de outros materiais que sofreram laterização, avaliando seu grau de evolução e suas relações genéticas.
Os processos intempéricos que deram origem aos lateritos existentes hoje iniciaram-se por volta de 35Ma. atrás. Na Amazônia datações identificam os lateritos mais antigos com 23Ma. Observa-se para essa faixa de tempo geológico (Pleistoceno) uma transição nos níveis de oxigênio. Tudo indica que esta mudança foi global e, principalmente, representa um aumento da massa de gelo, mais ou menos ao mesmo tempo em que uma diminuição abrupta das temperaturas da superfície do mar ocorreu. Estas duas alterações indicam um arrefecimento global. A taxa de laterização teria diminuído com o resfriamento da terra, só resistindo em climas tropicais como nos trópicos hoje em dia, ainda assim a uma taxa reduzida.
Lateritos podem ser formados a partir da lixiviação de rochas sedimentares (arenitos, argilas, calcários etc), ou metamórficas (xistos, gnaisses, migmatitos etc), ou rochas ígneas (granitos, basaltos, gabros, peridotites etc)
O processo de intensa lixiviação só não carrega os íons mais insolúveis, como os de ferro e alumínio. O mecanismo de lixiviação envolve águas ácidas dissolvendo os minerais, seguido por hidrólise e precipitação de óxidos insolúveis e os sulfatos de ferro, alumínio e sílica, nas condições de alta temperatura e água em abundância em clima tropical úmido. Um elemento essencial para a formação de laterita é a repetição de estações secas e chuvosas, com alta flutuação do nível dos rios e, por conseguinte do nível do lençol freático. As rochas são lixiviadas pela percolação de água de chuva durante a estação chuvosa; a solução resultante contendo os íons lixiviados é trazida à superfície por ação capilar durante a estação seca. Esses íons solúveis formam compostos de sal que secam na superfície, por vezes produzindo perfis ou superfícies salinizadas. Estes sais são lavados durante a próxima estação chuvosa. A formação de laterito é favorecida. Relevos topográficos aplainados de cristas suaves e planaltos que evitam a erosão da cobertura da superfície. A ‘zona de reação’, onde as rochas estão em contato com a água, do menor para o maior nível de lençol freático, é progressivamente empobrecida de íons solúveis como sódio (Na), potássio (K), cálcio (Ca) e magnésio (Mg). podendo ficar solúveis até mesmo a sílica, o alumínio e o ferro, a depender do pH.
Quartzo é a mineral reliquiar mais abundante da rocha matriz. Lateritos variam significativamente de acordo com sua localização, clima e profundidade. A principal matriz mineral é formada por níquel, cobalto, óxidos de ferro, argilominerais ou óxidos de manganês. Os óxidos de ferro são derivados de rochas ígneas máficas e outras rochas ricas em ferro, já a bauxita deriva de rochas ígneas felsicas, como granito ou outras pobres em ferro. Lateritos niquelíferos ocorrem onde houve intemperismo tropical prolongado de rochas ultramáficas contendo os minerais ferro-magnesianos olivina, piroxênio e anfibólio, como em Goiás.

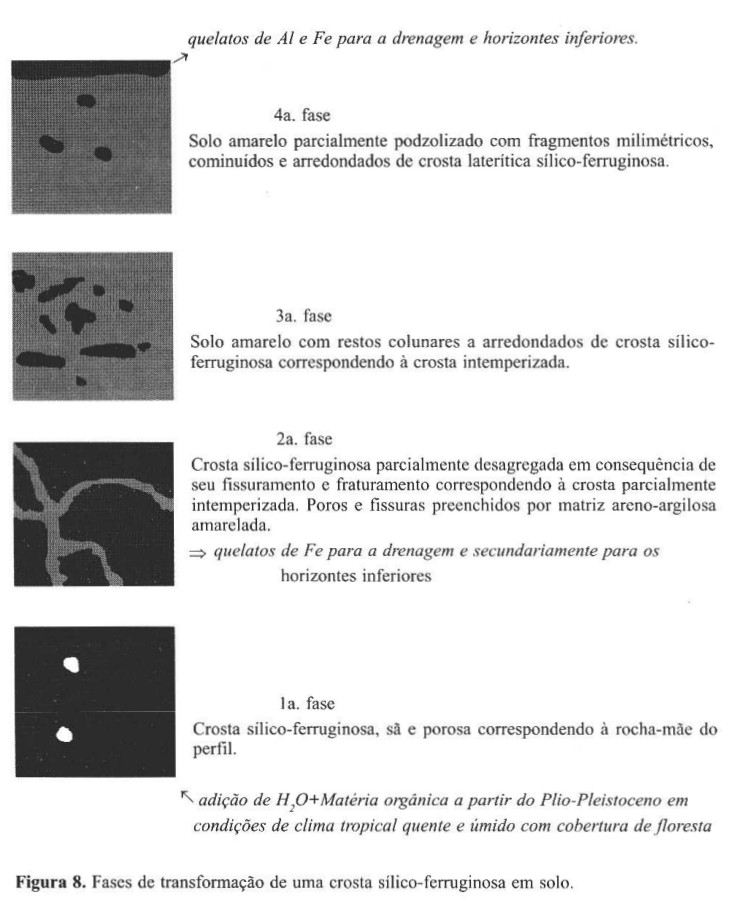
Segundo Horbe e Costa (1997) são quatro as fases de transformação de um laterito em solo de alteração de rocha.

## Estrutura e Microestrutura

### Microscopia Eletrônica de Varredura (MEV)
A análise das imagens geradas pelo MEV permitiu identificar padrões de estruturação do material em cada granulometria distintamente.
Nas imagens com maior ampliação (5000x) observa-se a estruturação das moléculas pertencentes à fração argila, sua estrutura não cristalina ou amorfa condiz com um ambiente de gênese sedimentar, onde não se formam estruturas cristalinas, ou seja, a agregação das moléculas se dá por ligações iônicas, com compartilhamento de elétrons e também pela cimentação por ferro e formação de géis.
Nas imagens onde se observa a fração silte (ampliação de 1000x) é possível identificar a estruturação lamelar das camadas de deposição de óxidos em um núcleo provavelmente de sílica. Essa observação condiz com a gênese dos lateritos que se formam com agregação de camadas de óxidos sazonalmente pela variação do lençol freático em ambiente de pH baixo.
Finalmente na fração areia (ampliação de 30x) observa-se um padrão angular, típico de saprolito, ou solo de alteração de rocha, ou seja, um material que sofreu intemperismo físico e químico sem se deslocar. Já na areia fina (ampliação de 100x) observa-se a grande micro-agregação de partículas, fenômeno típico de produtos de laterização.
No microscópio eletrônico de varredura, com acoplamento de uma Microssonda de Energia Dispersiva de Raios-X (EDAX) os lateritos se apresentam como nas Figuras 
A análise das imagens geradas pelo MEV permitiu identificar padrões de estruturação do material em cada granulometria distintamente.
Nas imagens com maior ampliação (5000x) observa-se a estruturação das moléculas pertencentes à fração argila, sua estrutura não cristalina ou amorfa condiz com um ambiente de gênese sedimentar, onde não se formam estruturas cristalinas, ou seja, a agregação das moléculas se dá por ligações iônicas, com compartilhamento de elétrons e também pela cimentação por ferro e formação de géis.
Nas imagens onde se observa a fração silte (ampliação de 1000x) é possível identificar a estruturação lamelar das camadas de deposição de óxidos em um núcleo provavelmente de sílica. Essa observação condiz com a gênese dos lateritos que se formam com agregação de camadas de óxidos sazonalmente pela variação do lençol freático em ambiente de pH baixo.
Finalmente na fração areia (ampliação de 30x) observa-se um padrão angular, típico de saprolito, ou solo de alteração de rocha, ou seja, um material que sofreu intemperismo físico e químico sem se deslocar. Já na areia fina (ampliação de 100x) observa-se a grande micro-agregação de partículas, fenômeno típico de produtos de laterização.

## Ocorrências

### Lateritos no mundo
Na Irlanda do Norte a formações lateríticas proporcionaram uma grande fonte de minérios de ferro e alumínio, além de importantes fontes de níquel.
Depósitos de Lateritos crosta são espessos no Escudo da Etiópia Ocidental, em crátons da America do Sul e na Austrália. Em Madhya Pradesh, Índia, Lateritos limitam planaltos.
Os lateritos normalmente capeiam rochas do embasamento cristalino, as quais estão enterradas sob uma grossa camada resistente.

### Lateritos no brasil
São materiais lateríticos ferruginosos e imaturos expondo-se em perfis incompletos. Como perfil estratigráfico esquemático regional de diferenciação supergênica é possível distinguir, do topo para base, o horizonte ferruginoso com suas zonas coesa e incoesa, bem como o horizonte argiloso com suas zonas argilosas vermelha e mosqueada.
Quando coesos, configuram lateritos ricos em vênulas, poros, paleocondutos de raízes e pisólitos, com uma matriz microcristalina de hematita e goethita (> 95%) e traços de quartzo, plagioclásio e microclínio representantes de minerais reliquiares graníticos. A zona incoesa possui materiais predominando as frações seixo, grânulo e areia (~ 87%), envoltos em uma matriz argilosa (~ 13%). Os grãos com diâmetros maiores que 0,062 mm dos materiais da zona incoesa e do horizonte argiloso exibem uma tendência de enriquecimento de quartzo nas granulações mais finas, exceto nos tipos argilosos mosqueados. Seus perfis incompletos mostram importante influência na interpretação da gênese da paisagem geomorfológica, configurando relevos jovens colinosos e platôs para as exposições de laterito da zona coesa e deprimidos para as exposições de materiais da zona incoesa e do horizonte argiloso. Há evidências de atuação da neotectônica quaternária com anomalia localizada de relevo na zona coesa, em função de seu atual posicionamento em partes baixas da paisagem, junto ao nível de base, e por serem gerados como capeamento de cimeira. Em função da localização na área de expansão urbana de Porto Velho, os materiais lateríticos são de significativa importância na construção civil como materiais coesos (laterito), necessitando de britagem, e como materiais desagregados (zona incoesa). São de utilização imediata como material para pavimento de estradas e base e sub-base de estrutura asfáltica. Os materiais argilosos principalmente da zona mosqueada que apresentam teores de argila superiores a 70%, são substâncias com potencial para serem empregadas como matéria prima de cerâmica, como telhas e tijolos.
Os lateritos crosta (unidade NQcl) estão dispostos de modo subhorizontal, com espessura superior a 5 metros, em contato brusco ondulado com o horizonte basal argiloso. São endurecidos, com nódulos e pisólitos dispersos em estruturas colunares prismáticas métricas. Essas feições esferolíticas possuem formas irregulares a subesféricas, com diâmetros milimétricos a centimétricos e estão fortemente cimentados por material argiloso, chegando a formar agregados compactos. É também constatada a presença de feições estruturais originadas por tubos fósseis de raízes arbóreas pretéritas, que deve ter facilitado a ferrificação durante episódios sazonais de flutuação do lençol freático.

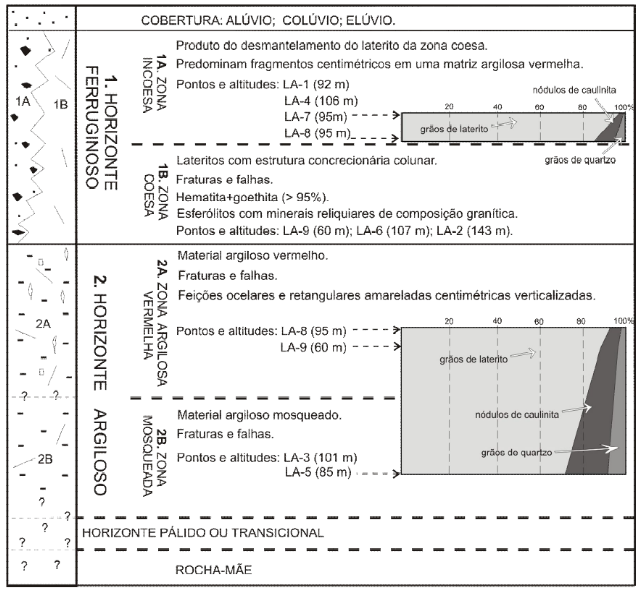
Perfil estratigráfico das ocorrências de materiais lateríticos em Porto Velho/RO, Brasil

Os lateritos mosqueados representam agregados resultantes do desmantelamento de laterito (zona coesa) com predomínio das frações seixo, areia e grânulo, envoltos por um material argiloso avermelhado, em função da atual facilidade de circulação de água acelerando o processo de intemperização do fragmento laterítico. Apresenta-se em contato brusco com o horizonte basal argiloso, zona argilosa vermelha, com espessuras máximas de 4 metros a 20 metros. Os fragmentos são de coloração marrom avermelhada, contornos irregulares e diâmetros predominantes de 1 a 5 centímetros, possuindo, petrograficamente, estrutura e composição semelhante aos lateritos da zona coesa, predominando hematita e goethita microcristalinas (> 95%). Estão imersos em um material intensamente intemperizado argiloso avermelhado.
Atualmente os materiais lateríticos da área de estudo estão sob efeito de intenso intemperismo químico, ou seja, sua exposição ao clima atual proporciona uma situação instável e em processo de eluviação. São saprólitos constituídos por um material argiloso com relictos de fragmentos ferruginosos de espessura de até 1 metro. Por outro lado, podem estar cobertos por materiais coluviais ou aluviais que constituem as superfícies remodeladas pela dinâmica fluvial atual a sub atual, formando superfícies ou coberturas instáveis relacionadas à dinâmica do rio Madeira.
Em Porto Velho os lateritos crosta constituem forma de relevo positivas e resistivas, chegando próximo dos 150m de altitude, em contraste com os 100m de altitude dos mosqueados, que sofrem aplainamento.
A possibilidade da utilização do material laterítico para construção civil, se mostra de significativa importância devido a sua distribuição na área de expansão urbana de Porto Velho e por representar materiais desagregados graúdos de extração fácil e de lavra manual, com aplicação imediata no caso dos materiais da zona incoesa. Da mesma forma, têm-se os materiais coesos, porém, havendo, neste caso, a necessidade de britagem. Os materiais argilosos mostram-se com potencial para o emprego como matéria prima de cerâmicas como tijolos e telhas, sobretudo os materiais da zona mosqueada que apresenta conteúdo de argila superior a 70%.

## Usos

### Agricultura
Solos oriundos de lateritos e também os solos lateríticos de maneira geral têm um alto teor de argila, o que significa que eles têm maior capacidade de troca de cátions (CTC) e menor porosidade e permeabilidade que os solos arenosos. No entanto, em comparação com os solos de várzea dos rios da Amazônia, os lateríticos são pobres.
Chama a atenção para o fato de que os morrotes de lateritos crosta (unidade NQcl) são capeados por um solo orgânico muito escuro (localmente chamado de terra preta) que chega a mais de 1 metro de profundidade. O mesmo solo orgânico não é encontrado na vizinhança, que normalmente é composta pelos lateritos mosqueados (unidade NQclm).

### Blocos de construção
Historicamente, os lateritos foram cortados em formas de blocos e usados na construção de monumentos. Por volta do ano 1000, se dá construção de Angkor Wat e outros templos do sudeste asiático feitos de blocos de lateritos, tijolos e pedra. Desde meados da década de 1970, tem-se testado o uso de brita de lateritos como agregado graúdo para rodovias asfaltadas.
Depois de 1000 DC, a construção Angkorian mudou de paredes de barro circulares ou irregulares para blocos retangulares de laterito, tijolos e estruturas de pedra. Pesquisas geográficas mostram áreas que têm alinhamentos de pedra de lateritos que podem ser fundações de sítios arqueológicos de templos antigos.  O povo Khmer construiu os monumentos de Angkor, que são amplamente distribuídos no Camboja e Tailândia, entre os séculos IX e XIII. Os materiais de pedra utilizados foram arenito e laterito. Os Tijolos tinham sido utilizados em monumentos construídos nos séculos IX e X. Dois tipos de laterito podem ser identificados; ambos os tipos consistem dos minerais caulinita, quartzo, hematita e goethita. Diferenças nas quantidades de elementos menores de arsênio, antimônio, vanádio e estrôncio foram medidos entre ambos.
Angkor Wat, localizado atualmente no Camboja, é a maior estrutura religiosa construída por Suryavarman II , que governou o Império Khmer de 1112 a 1152. E faz parte do Patrimônio Mundial. O arenito usado para a construção de Angkor Wat data do Mesozoico, foi extraído nas montanhas de Phnom Kulen, cerca de 40 km de distância do templo. As fundações e partes internas do templo contêm blocos de lateritos atrás da superfície de arenito. A alvenaria foi construída no sistema pedra-sobre-pedra, sem argamassa de assentamento.
Quando úmido, o laterito mosqueado pode ser cortado com ferramentas manuais em blocos. O laterito pode ser extraído enquanto ele estiver abaixo do nível freático, nessas condições encontra-se naturalmente saturado e assim, com consistência macia. A perda de umidade (na Amazônia as águas são ácidas, pH em torno de 4 a 5), provoca uma reorganização na estrutura, precipitando sais dissolvidos e criando cimentações por vários componentes, o que confere resistência mecânica ao material. As partículas de argila e os sais de metais, inclusive de ferro, formam uma rígida estrutura de ligações iônicas. A arte de minerar as pedreiras de lateritos crosta para produzir blocos provavelmente veio da Índia, mas no Brasil foi muito utilizada pelos portugueses na construção dos fortes de São José em Macapá/AP e Príncipe da Beira em Costa Marques/RO.
Em Rondônia o conhecido forte “Príncipe da Beira” que data de 1776 e está localizado no município de Costa Marques, foi construído com blocos de laterito desde suas fundações até a alvenaria. O material encontrado no próprio substrato era cortado e empilhado com argamassa de argila.
Além de alvenaria, ainda hoje se utilizam blocos irregulares de lateritos crosta nas fundações residenciais. Os blocos são dispostos de maneira a se encaixar uns aos outros, formando uma estrutura imbricada, depois verte-se uma argamassa de cimento que os preenche.

### Construção de estradas
As estradas de colônias francesas no Camboja, Tailândia e área do Vietnã são pavimentadas com laterito, pedra ou cascalho britados. Acessos de baixo tráfego foram construídos no Quênia, durante meados dos anos 1970, e Malawi, durante meados dos anos 1980, usando laterito no lugar de brita convencional na base. Os lateritos não estavam em conformidade com todas as especificações exigidas, mas após executado, o pavimento se comportava de maneira semelhante aos tradicionais.  Em 1984 US$40.000 por km (0.62 miL) foi economizado no Malawi usando laterito desta forma.
Na Paraíba há importantes testes sendo realizados com o uso de brita de lateritos para a confecção de base e sub-base de rodovias. Na Amazônia, de maneira geral, os lateritos crosta são utilizados para pavimentar estradas vicinais, com o termo “encascalhar” as estradas.
Costa (2008), identifica o uso de lateritos como material de construção e aterro desde o final do século XVIII no Brasil, na África e na Austrália, quando eram usados para aterro e pavimentação em estradas e como alvenaria em castelos e igrejas.
Espindola e Daniel (2008) citam o uso de lateritos em Ouro Preto no século XVIII como material de construção e calçamento.
Recentemente, segundo D’Antona et al (2007), os lateritos na região de Manaus são utilizados como “piçarra”, ou seja, como material de aterro e para pavimentação de estradas de terra. Além disso, também são usados como material de construção, ocorrendo sua extração por meio de caçamba e trator. São usados também como argila com emprego na fabricação de tijolos, tomando-se como exemplo as olarias de Manaquiri e Careiro do Castanho, as quais também podem constituir área fonte de matéria-prima cerâmica para as olarias do Pólo Ariaú. Segundo o autor também há potencial para uso como argila cerâmica vermelha.

### Abastecimento de água
Espessas camadas de lateritos crosta são porosas e ligeiramente permeáveis, já que os poros muitas vezes não se conectam. Já os lateritos mosqueados apresentam melhor permeabilidade, dado suas descontinuidades, de modo a formação pode funcionar como um aquífero em áreas rurais, útil para pequenas demandas. Um exemplo é o Aquífero Southwestern Laterite no Sri Lanka. Este aquífero está na fronteira sudoeste do Sri Lanka, com os estreitos Shallow Aquifers em Coastal Sands entre ele e o oceano. Tem grande capacidade de retenção de água, dependendo da profundidade da formação. O aquífero neste laterito recarrega rapidamente com as chuvas de abril e maio que seguem a estação seca de fevereiro-março, e continua a encher-se com as chuvas. O nível da água recua devagar e continua sendo recarregado várias vezes durante o resto do ano. Em áreas urbanas de alta densidade o nível do lençol freático pode baixar, apresentando esgotamento do aquífero. Os lateritos de Cabook são aquíferos rasos que são acessíveis a poços cacimba.

### Minérios
No Brasil, além das jazidas de bauxita, ferro, caulinita, manganês e ouro – várias em fase de explotação organizada –, há ainda os depósitos de níquel, cromita, fosfates, estrôncio, titânio, nióbio etc, os quais têm alto potencial de conter jazidas. Os lateritos maturos, em decorrência de seu alto grau de evolução, o que favorece o elevado grau de diferenciação química, são os mais complexos em mineralizações associadas. Lateritos imaturos são mais propícios a concentrar ouro, urânio, platina, níquel, cobre e cobalto (Costa, 91)
Moraes (2002), estudando a rugosidade natural do terreno, utilizando imagens SAR aerotransportado (alta resolução espacial), observou que ocorrem lateritos mineralizados no depósito N1 de Carajás-PA, que se apresenta como a maior jazida de minério de ferro do mundo na atualidade.
Quadros & Rizzotto (2007), indicam que dentro da unidade NQcl mapeada pelos autores como ocorrem na área da pesquisa (onde ocorrem depósitos argilo-arenosos e síltico-arenosos, ricos em concreções ferruginosas; horizonte argiloso/mosqueado, crosta laterítica ferruginosa, concrecionária ou colunar, além materiais coluvionares e eluvionaraes ricos em detritos lateríticos e fragmentos de quartzo), que os recursos minerais possivelmente encontrados na região se resumem a depósitos minerais de cascalho conglomerático e laterítico, areia grossa, argila e água mineral subterrânea.

### Bauxita
O minério de bauxita é a principal fonte para o alumínio. Bauxita é uma variedade de laterito, também chamada de laterito bauxítico, por isso não tem fórmula química precisa. Em depósitos recentes submetidos a clima tropical é composta principalmente de minerais alumina hidratados como gibbsita [Al(OH)3 ou Al2O3.3H2O)]. Já em depósitos mais antigos, subtropicais a temperados, os principais minerais são boehmite [γ-AlO(OH), ou Al2O3.H2O] e diásporo [α-AlO(OH), ou Al2O3.H2O]. [23] A composição química média de bauxita, em peso, é 45% a 60% de Al2O3 e de 20 a 30% de Fe2O3. O peso restante é constituído por sílicas (quartzo, calcedônia e caulinita), carbonatos (calcita , magnetita e dolomita), dióxido de titânio e água. [23] Bauxitos de interesse econômico deve apresentar em baixos teores de caulinita.
A formação de laterito bauxitico ocorre em todo o mundo entre 145 a 2 milhões de anos atrás, com início no Cretáceo em planícies costeiras. As bauxitas formam cintos alongados, às vezes centenas de quilômetros de comprimento, paralela à Costas Terciárias Menores na Índia e na América do Sul; sua distribuição não está relacionada com uma composição mineralógica particular da rocha matriz. Muitas bauxitas de alto nível são formadas em planícies costeiras que foram posteriormente levantadas à sua altitude presente.

### Ferro
Lateritos basálticos da Irlanda do Norte foram formados por extenso intemperismo químico de basaltos, durante um período de atividade vulcânica. Eles chegam a uma espessura máxima de 30m e são uma importante fonte de ferro e de alumínio. A percolação de água ácida provoca degradação dos basaltos, precipitando os minérios de ferro e alumínio. Primeiramente olivina, plagioclásio, feldspato e augita foram sucessivamente quebradas e substituídas por uma assembleia de minerais que consiste em hematita, gibbsita, goethita, anatasio, haloisita e caulinita.

### Níquel
Inicialmente os lateritos foram a principal fonte de níquel. Depósitos de lateritos ricos em Nova Caledônia foram extraídos a partir do final do século XIX. A descoberta de depósitos de sulfetos em Ontário, Canadá, durante a primeira parte do século XX mudou o foco de sulfetos para extração de níquel. Cerca de 70% dos recursos de níquel estão contidos em lateritos; que representam atualmente cerca de 40% da produção mundial. As quatro áreas com os maiores recursos de níquel laterítico são Nova Caledônia, com 21%; Austrália, com 20%; Filipinas, com 17%; e na Indonésia, com 12%.

### Ouro
Pequenos depósitos auríferos podem ser encontrados na base estratigráfica dos lateritos. Na região de Porto Velho, os garimpeiros chamam esse material de mucururu.

### Tratamento de águas residuais
Na Irlanda do Norte, o enriquecimento de fósforo em lagos devido a agricultura, é um problema significativo. Lateritas ricas em ferro e alumínio são utilizadas em solução ácida, que promovem a aglutinação (agente floculante) de íons orgânicos em estruturas maiores do tipo floco, assim precipitando-as e removendo fósforo e outros íons orgânicos e metais pesados em estações de tratamentos de esgotos. Estudos laboratoriais iniciais mostram que materiais lateríticos são capazes de remover cerca de 99% de fósforo da solução. A instalação experimental em escala piloto contendo lateritos alcançam 96% de remoção de fósforo. Esta remoção é maior do que o relatado em outros sistemas. Em outros testes conseguiu-se uma remoção de cádmio, cromo e chumbo para concentrações indetectáveis. São uma possível aplicação de baixo custo, baixa tecnologia, de sistema simples e eficiente para áreas rurais com fontes pontuais de poluição.